# 기경팔맥
기경팔맥(奇經八脈)은 인체 경맥의 십이경맥(十二經脈)과 함께 주요한 경락이다.  이는 십이경맥과는 달리 오장육부및 심포와 직접적인 관련이 없는 여덟가지 종류의 경맥을 이르는데, 십이경맥의 기혈 순행을 돕는다.  또한 신체의 앞쪽에 위치하며 배아래쪽에서 얼굴까지의 정중앙에 뻗어있는 임맥과 신체의 뒷면 정중앙에 뻗어 위치하는 독맥은 기경8맥중 유일하게 12경맥이 그러하듯이 자신의 경혈들을 연결선상에서 가지고있다. 그러나 나머지 기경6맥인 대맥, 충맥,음교맥,양교맥,음유맥,양유맥은 자기자신만의 경혈은 없으며 12경맥중에서 특정한 연결점(경혈)들이 모인 연결선상의 임의의 경맥 또는 이의 흐름을 말한다.

## 기경팔맥
동의보감에서 언급하는 기경팔맥의 순서는 다음과 같다.
- 양유맥(陽維脈)은 양교혈이 너풀거리는것으로 수족태양과 함께 금문혈에서 일어난다. 교맥이 견시혈(견출혈-수양명대장경)[6]에서 수족소양의 천점혈과 함께 만난다. 견정이 족소양과 함께 만난다. 양백혈이 올라가 본신혈을 지나 풍지혈에 내려온다. 독맥과 함께 게문에서 만난다. 이것이 양유의 맥이 모든 양이 사귀어 만난는바에서 일어난다는 것이다.(입문)

陽維起于金門(穴名)以陽交爲壿與手足太陽及垍怴會于肩杮與手足少陽會于天店及會肩井與足少陽會于陽白上本神下至風池與督怴會于械門此陽維之怴起于諸陽之交會也《入門》
- 음유맥(陰維脈)은 축빈혈이 족태음의 부사혈 및 족궐음의 기문혈에서 함께 만난다. 또한 임맥과 함께 염천혈과 천돌혈에서 만난다. 이것이 음유맥이 모든 음이 서로 사귀어 만나는것에서 일어난다는 것이다.(입문)

陰維之壿曰築賓(穴名)與足太陰厥陰會于府舍期門又與任怴會于廉泉天突此陰維起于諸陰之交會也《入門》
- 양교맥(陽垍脈)은 몸 바깥쪽 신맥혈을 타고 위로올라가 풍지혈에 든다. 양교의 병은 양이 급하여 광분한다. (입문)

陽垍怴者起於外中循外嚹上行(申怴穴)入風池○陽垍之病陽急而狂奔《入門》
- 음교맥(陰垍脈)은 역시 조해혈을 지나 상행하여 몸안쪽을 순행 인후에 이르러 충맥과 사귀어 관통한다.  음교의 병은 음이 급하여 발이 뻣뻣하다. (입문)

陰垍怴者亦起於外中循內嚹上行(照海穴)至咽喉交貫衝怴○陰垍之病陰急而足直《入門》
- 충맥(衝脈) 은  몸의 전신에서 임맥의 주위 양측을 감싸고 2줄기로 방광을 지나 가슴으로 올라가 흩어진다. 동원에서 말하기를 회음혈에서 일어나 기를 근본으로해서 족양명위경을 타고 흉중으로 올라가 흩어진다.(강목)

衝怴行身之前挾任怴兩傍東垣云衝怴起於會陰(穴名)根於氣街爲二道入腹中央挾臍兩傍上行附足陽明之怴至胸中而散《綱目》
- 독맥(督脈)[12]

- 임맥(任脈)[13]

- 대맥(帶脈)은 겨드랑이 끝에서 일어나 몸을 일주하여 돈다(난경).  (내경에서 언급하기를) 대맥은 갈빗대 끝 아래에서 회전하여 일주한다. 이로써 모든 경혈들을 묶어맨다. (족궐음간경의)장문혈 및 겨드랑이 밑에서 접하는 요골의 사이이다.(입문)

帶怴  帶怴者起於季脇廻身一周《難經》○經云帶怴周廻季肋間註云廻繞周身總束諸怴如束帶然起於季肋卽章門穴乃脇下接腰骨之間也《入門》

## 독맥
독맥(督脈Governing Vessel)에는 해부학적으로 척추및 두개골과 밀접하게 관계있는 부위에 자리하는 경혈들이 위치하고 있다.
|                                                                  |
| 15번 계문(械門)과 16번 풍부(風府)혈은 경추1~3번 부위에 위치한다. |

한편 동의보감에서는 독맥으로 27혈을 언급하고있다.
동의보감에서는 순번의 역순으로 주되게 경혈들을 언급하고있다.

## 같이 보기
- 동의보감
- 황제내경
- 편작